# Acolastus soomaaliensis
Acolastus soomaaliensis là một loài bọ cánh cứng trong họ Chrysomelidae. Loài này được Scholler miêu tả khoa học năm 1999.